# Fasciosminthurus strigatus
Fasciosminthurus strigatus is een springstaartensoort uit de familie van de Bourletiellidae. De wetenschappelijke naam van de soort is voor het eerst geldig gepubliceerd in 1922 door Stach.